# Trenčianske muzeum
Trenčianske muzeum je jedno z nejstarších muzeí na Slovensku. Založeno bylo v roce 1877. Sídlí v budově bývalého župního domu v Trenčíně.